# Gene Callahan (scenograf)
Gene Callahan (ur. 7 listopada 1923 w Luizjanie, zm. 26 grudnia 1990 w Baton Rouge) – amerykański scenograf filmowy. Dwukrotny laureat Oscara za najlepszą scenografię do filmów: Bilardzista (1961) Roberta Rossena i Ameryka, Ameryka (1963) Elii Kazana. Był także nominowany do tej nagrody za scenografię do filmów Kardynał (1963) Otto Premingera i Ostatni z wielkich (1976) Elii Kazana.